# Sevilla (Bohol)
Sevilla è una municipalità di quinta classe delle Filippine, situata nella Provincia di Bohol, nella Regione del Visayas Centrale.
Sevilla è formata da 13 baranggay:
- Bayawahan
- Cabancalan
- Calinga-an
- Calinginan Norte
- Calinginan Sur
- Cambagui
- Ewon
- Guinob-an
- Lagtangan
- Licolico
- Lobgob
- Magsaysay
- Poblacion